# 4-Coumarate-CoA ligase
 (juillet 2025).
Si vous disposez d'ouvrages ou d'articles de référence ou si vous connaissez des sites web de qualité traitant du thème abordé ici, merci de compléter l'article en donnant les références utiles à sa vérifiabilité et en les liant à la section « Notes et références ».
La 4-coumarate-CoA ligase (4CL) ou 4-coumarate-CoA synthase est une ligase qui catalyse la formation de la 4-coumaroyl-CoA à partir du 4-coumarate et de la coenzyme A (CoA) :
4-coumarate + CoA + ATP → 4-coumaryl-CoA + AMP + PPi.
Les trois réactifs de cette réaction sont l'ATP, le 4-coumarate, et le CoA, et ses trois produits l'AMP, le diphosphate et le 4-coumaroyl-CoA.
Cette enzyme appartient donc à la famille des ligases, et plus spécifiquement des enzymes formant des liaisons carbone-soufre (EC 6.2).